# Avant-garde metal
Avant-garde metal sau Experimental metal este un subgen al muzicii heavy metal. Este caracterizat prin numărul mare de experimente, de sunete neobișnuite, instrumente, structuri muzicale și tehnici vocale. Genul a evoluat din progressive rock, jazz fusion, și extreme metal (în special din death metal și black metal).